# Notorious (série télévisée)
Pour les articles homonymes, voir Notorious.
Notorious est une série télévisée américaine en dix épisodes de 42 minutes créée par Josh Berman, et diffusée entre le 22 septembre 2016 et le 8 décembre 2016 sur le réseau ABC et en simultané sur le réseau CTV au Canada.
En France, la série a été diffusée du 12 avril 2017 au 10 mai 2017 sur TF1, néanmoins elle reste encore inédite dans les autres pays francophones.

## Distribution

### Acteurs principaux
- Piper Perabo (VF : Adeline Moreau) : Julia George
- Daniel Sunjata (VF : Boris Rehlinger) : Jake Gregorian
- Kate Jennings Grant (en) (VF : Marjorie Frantz) : Louise Herrick
- Aimee Teegarden (VF : Leslie Lipkins) : Ella Benjamin
- J. August Richards (VF : Christophe Peyroux) : Bradley Gregorian
- Sepideh Moafi (VF : Sara Martins) : Megan Byrd
- Ryan Guzman (VF : Pascal Nowak) : Ryan Mills
- Kevin Zegers (VF : Alexandre Gillet) : Oscar Keaton

### Acteurs récurrents
- Ramon De Ocampo (VF : Guillaume Beaujolais) : Levi Young (épisodes 1 à 5)
- Dilshad Vadsaria (VF : Noémie Orphelin) : Sarah Keaton (épisodes 1, 2 et 7)
- Karan Oberoi (en) (VF : Jérémy Bardeau) : Alan Wells (épisodes 2, 3, 5 à 7)
- Melina Kanakaredes (VF : Céline Monsarrat) : Dana Hartman (épisodes 7 à 9)
- Kenneth Mitchell (VF : Alexis Victor) : l'inspecteur Ken Matthews

### Invités
- Sean Combs : lui-même[6] (épisode 2)
- Maiara Walsh (VF : Charlotte Correa) : Willow Ferrera (épisodes 8 et 9)

Version française dirigée par Nathanel Alimi au studio TVS,, d'après une adaptation des dialogues de Félicie Seurin, Bérénice Froger et Christophe Sagniez.
 Source et légende : version française (VF) sur RS Doublage et Doublage Séries Database

## Production

### Développement
Le projet de série a débuté le 2 octobre 2015, pour le réseau ABC avec l'acquisition du projet.
Le 28 janvier 2016, ABC commande un épisode pilote, pour la saison 2016/2017.
Le 12 mai 2016, le réseau ABC annonce officiellement après le visionnage du pilote, la commande du projet de série avec une commande initiale de treize épisodes, pour une diffusion lors de la saison 2016 / 2017.
Le 17 mai 2016, lors des Upfronts 2016, ABC annonce la diffusion de la série pour l'automne 2016.
Le 28 juin 2016, ABC annonce la date de lancement de la série au 22 septembre 2016.
Le 25 octobre 2016, en raison des mauvaises audiences, la commande est réduite de treize à dix épisodes.
Le 11 mai 2017, la série a été annulée.

### Casting
L'annonce de la distribution des rôles a débuté le 11 février 2016, avec l'arrivée de Daniel Sunjata, dans le rôle de Jake Gregorian. Puis le 22 février 2016, Aimee Teegarden obtient le rôle de Ella Benjamin.
Fin février, Kate Jennings Grant obtient le rôle de Louise tandis que J. August Richards sera Bradley, le frère de Jake.
En mars 2016, Piper Perabo rejoint la série dans le rôle de Julia George, suivi par Ryan Guzman qui sera Ryan Mills. Au cours du mois, Sepideh Moafi rejoint la distribution dans le rôle de Megan Byrd, ensuite rejoint par Kevin Zegers qui sera Oscar Keaton.

### Tournage
La série est tournée à Atlanta dans l'État de Géorgie aux États-Unis.

## Épisodes
1. L'Envers du décor (Pilot)
2. Sauver les apparences (The Perp Walk)
3. Icône ou prédateur? (Friends and Other Strangers)
4. Confession en direct (Tell Me a Secret)
5. Recherche parents désespérément (Missing)
6. Duel à l'antenne (Kept and Broken)
7. Course contre la montre (Chase)
8. Les Colocataires (The Burn Book)
9. Telle mère, telle fille (Choice)
10. Prisonnière du desert (Taken)